# Orvar-Odd

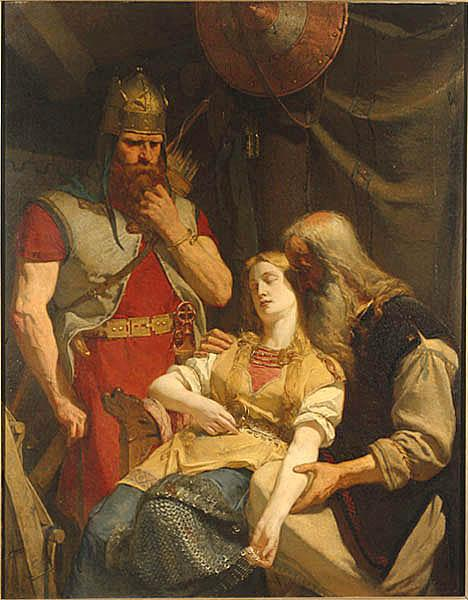
Orvar-Odd bericht Ingeborg van de dood van Hjalmar, August Malmström (1859)

Orvar-Odd was een legendarische held uit verhalen van een onbekende IJslander uit de dertiende eeuw. De sage van Orvar-Odd werd zeer bekend en bestaat uit oude liederen en legenden. Hij verschijnt ook in de Hervarar Saga en tijdens de gevechten op Samsø ook in de Gesta Danorum.
Orvar-Odd was de zoon van Grim Lodinkinni en de kleinzoon van Ketil Höing van Hålogaland (er zijn andere verhalen over deze personages). Toen hij nog klein was voorspelde een zieneres Orvar-Odd dat hij op 300-jarige leeftijd gedood zou worden door zijn eigen paard in zijn geboortedorp.
Om deze voorspelling ongedaan te maken doodde hij zijn eigen paard, begroef het en verliet zijn huis om er nooit meer terug te komen. Bij het verlaten van zijn huis gaf zijn vader hem enkele magische pijlen mee, die hem al vlug de bijnaam 'de pijl' opleverde. Na een reis naar Finnmark, Bjarmaland en Jotunheim vocht hij verschillende keren succesvol tegen de vikings.

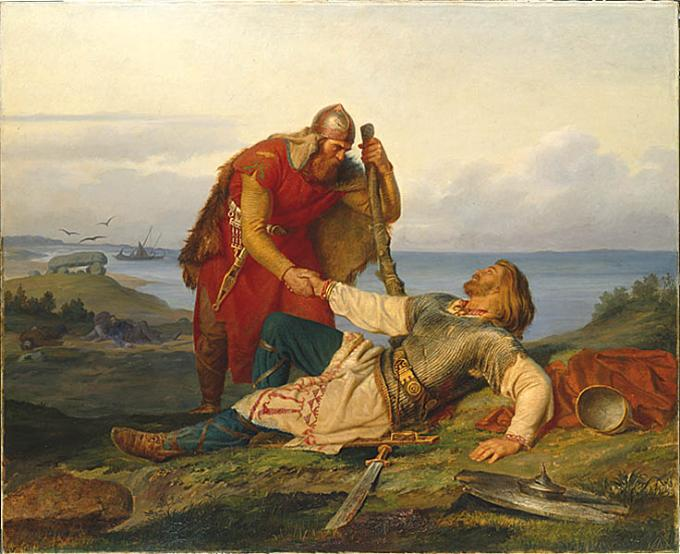
Orvar-Odd neemt afscheid van Hjälmar na de strijd op Samsø

Toen hij echter de Zweed Hjälmar leerde kennen vond hij zijn gelijke. Na het gevecht werden ze niet alleen vrienden, maar sloten ze een bloedbroederschap.
Samen vochten de twee helden vele gevechten, tot Orvar-Odd na het bekende gevecht op Samsø tegen de zonen van Arngrim de dode Hjälmar naar zijn verloofde Ingeborg te Uppsala moest brengen.
Orvar-Odd reisde naar het Zuiden en vocht daar tegen de zeerovers op de Middellandse Zee. Hij werd gedoopt, leed schipbreuk en kwam helemaal alleen aan in het Beloofde Land.
Verkleed als een oude man komt hij aan in het land van de Hunnen waar zijn echte identiteit al vlug bekend werd door zijn heldendaden. Nadat hij de koning van het Bjalkaland verslagen had, die normaal belasting moest betalen aan de koning van Hunnen, huwde hij prinses Silkesif en werd de nieuwe koning.
Maar bij de Hunnen kreeg hij heimwee en keerde terug naar zijn geboortedorp. Toen hij over het graf van zijn oude paard liep lachte hij met de voorspelling. Hij struikelde over een paardenschedel waarin een slang verborgen zat. De slang beet hem en hij stierf.
Het verhaal zou verschillende andere verhalen bevatten, zoals de reis van Ottar van Hålogaland naar Bjarmaland, de legende van de halfbroer van Hjälmar (oorspronkelijk Söte genaamd), Ketil Höing,  Odysseus en Polyphemus, Sigurd Jorsalfar en Oleg van Novgorod.

## Vertalingen
- De saga van Od met de Pijlen. In: Verhalen uit de Vikingtijd. Vertaald uit het Oudijslands en samengesteld door Marcel Otten. Met een inleiding van prof. dr. M.C. van den Toorn. Amsterdam: Ambo, 2006. Zijden 21-122. ISBN 9789026319099.
- La Saga di Oddr l'arciere. Trad. da Fulvio Ferrari. Milano: Iperbore (con il contributo del Dipartimento di Scienze Filologiche dell’Università di Trento), 2003². ISBN 978-88-7091-043-8.
- Orvar-Odds saga. Die Saga vom Pfeile-Odd. Übersetzt und mit einem Nachwort hrsg. von Bernd Menge, Thomas Pietsch, Manfred Schwering und Claudia Spinner. Leverkusen: Literaturverlag Norden Mark Reinhardt, 1990 (altnordische Bibliothek. Band 8.) ISBN 3-927153-10-9.
- Die Saga von Örvar-Odd. Aus dem Altisländischen ins Deutsche übersetzt von Ulrike Strerath-Bolz. In: Isländische Vorzeitsagas 1.: Die Saga von Asmund Kappabani, die Saga von den Völsungen, die Saga von Ragnar Lodbrok, die Saga von König Half und seinen Männern, die Saga von Örvar-Odd, die Saga von An Bogsveigir. München: Eugen Diederichs Verlag, 1997. Zijden 189-260. ISBN 3-424-01375-7.
- Saga d'Oddr aux Flèches. Suivie de la Saga de Ketill le Saumon et de la Saga de Grimr à la Joue velue. Textes traduits de l'islandais ancien par Régis Boyer. Toulouse: édition Anacharsis, 2010 (collection Famagouste). Zijden 17-183. ISBN 978-2-914777-674.
- Saga de Odd Flechas. Traducción, introducción y notas de Santiago Ibáñez Lluch. En: Sagas islandesas: Saga de Odd Flechas - Saga de Hrolf Kraki. Madrid: Editorial Gredos, 2003² (Biblioteca Universal Gredos, 8). Zijden 39-203. ISBN 84-249-2374-X.